# Kleine Steuer
Koordinaten: 52° 8′ 49,7″ N, 9° 55′ 38,6″ O
Die Kleine Steuer ist eine historische Straße in Hildesheim im Stadtteil Moritzberg.

## Herkunft des Namens und Geschichte
Die Bezeichnung "Kleine Steuer" – unweit nördlich von ihr erstreckt sich noch eine Straße mit dem Namen "Große Steuer (Hildesheim)" – versetzt Touristen und Neubürger des Stadtteils immer wieder in Erstaunen. Das Wort "Steuer" bedeutet in diesem Namen "Stieg" oder "Stiege". Die Kleine Steuer führt einen Hang hinauf, der als "Mons Cattorum" bereits 1301 und als "Cattesberch" 1419 erwähnt wurde.  Im Mittelalter befand sich unmittelbar südlich der Einmündung der Kleinen Steuer in die Bennostraße das Katztor, ein 1430 erstmals urkundlich erwähntes Tor der Befestigung des Fleckens Moritzberg, der von einem Wall mit Graben, nicht jedoch von einer Mauer umgeben war. Auf einem Stadtplan der "Stadt Hildesheim nebst Bergflecken St. Mauritius" von 1770 ist das Katztor verzeichnet, nicht jedoch die Kleine Steuer. Möglicherweise wurde sie nach dem Abriss des Katztores nach 1832 und der Einebnung des Walles auf dem Gelände eines Teiles der Befestigungsanlagen als direkte Verbindung zwischen Bennostraße und Mauritiuskirche angelegt.
Auf einer Landkarte von 1896/98, die Hildesheim und seine Umgebung – allerdings ohne Straßennamen – zeigt (Königlich-Preußische Landesaufnahme), ist die Kleine Steuer als Straße eingetragen.
Auf dem Stadtplan der Stadt Hildesheim und des Moritzberges der Berliner Fa. Pharus GmbH vom Beginn des 20. Jahrhunderts (um 1907) ist die Kleine Steuer als Straße mit dem Namen "Godehards Ruhe" zu sehen. Dieser Name bezieht sich auf Bischof Godehard, der 1024 den Moritzberg als strategisch wichtigen Platz befestigen und hier eine Kapelle bauen ließ, der er das Patrozinium seines Herkunftsklosters St. Mauritius gab. In dieser Kapelle auf dem Moritzberg starb er 1038.
Offiziell taucht der Name "Kleine Steuer" Name erstmals 1936 im Adressbuch auf. Im Zweiten Weltkrieg blieb die Kleine Steuer unversehrt.

## Lage und Größe
Die Kleine Steuer verbindet mit einer Länge von 90 m die Bennostraße, von der sie über 7 Stufen zu erreichen ist, mit dem Stiftskirchenweg. Sie verläuft nach Westen hin bergauf und endet unmittelbar vor der St.-Mauritius-Kirche. Vom Stiftskirchenweg wird sie durch einen gotischen Spitzbogen getrennt. Mit einer Breite von nur wenig über 1 m zählt die Kleine Steuer zu den engsten Straßen der Stadt Hildesheim. Die Hausnummern in der Kleinen Steuer reichen nur von Nr. 1 bis Nr. 2.

## Sehenswürdigkeiten und Besonderheiten
Als einzige Straße Hildesheims ist die Kleine Steuer durchgehend mit Kopfsteinpflaster gepflastert, und nach Süden hin wird sie durch eine Natursteinmauer begrenzt, die nur an wenigen Stellen durch Zement ersetzt wurde. Hier befinden sich auch die beiden einzigen Haus- bzw. Grundstückseingänge.
Von der Kleinen Steuer aus hat man einen schönen Blick auf das 1915 fertiggestellte, repräsentative Schulgebäude Bennostraße 2, das in Hildesheim unter dem Namen „Gelbe Schule“ bekannt und eines der markantesten Bauwerke des Stadtteils ist. Das Schulgelände schließt im Norden an die Kleine Steuer an.
Nach Westen hin führt die Kleine Steuer bergauf zu einer der wichtigsten Sehenswürdigkeiten Hildesheims, der romanischen Mauritiuskirche mit ihrem markanten Barockturm von 1765, der den gesamten Stadtteil Moritzberg prägt.
Unmittelbar vor der Mauritiuskirche mündet die Kleine Steuer in den Stiftskirchenweg, den man durch einen gotischen Torbogen in einer Bruchsteinmauer erreicht. Das Eckhaus, der Kratzbergsche Hof, ist ein langgestrecktes, zweigeschossiges Fachwerkhaus, das 1654 als Kurie erbaut wurde. Auch auf den Kratzbergschen Hof und auf die Mauritiuskirche bietet sich von der Kleinen Steuer aus ein schöner Blick.

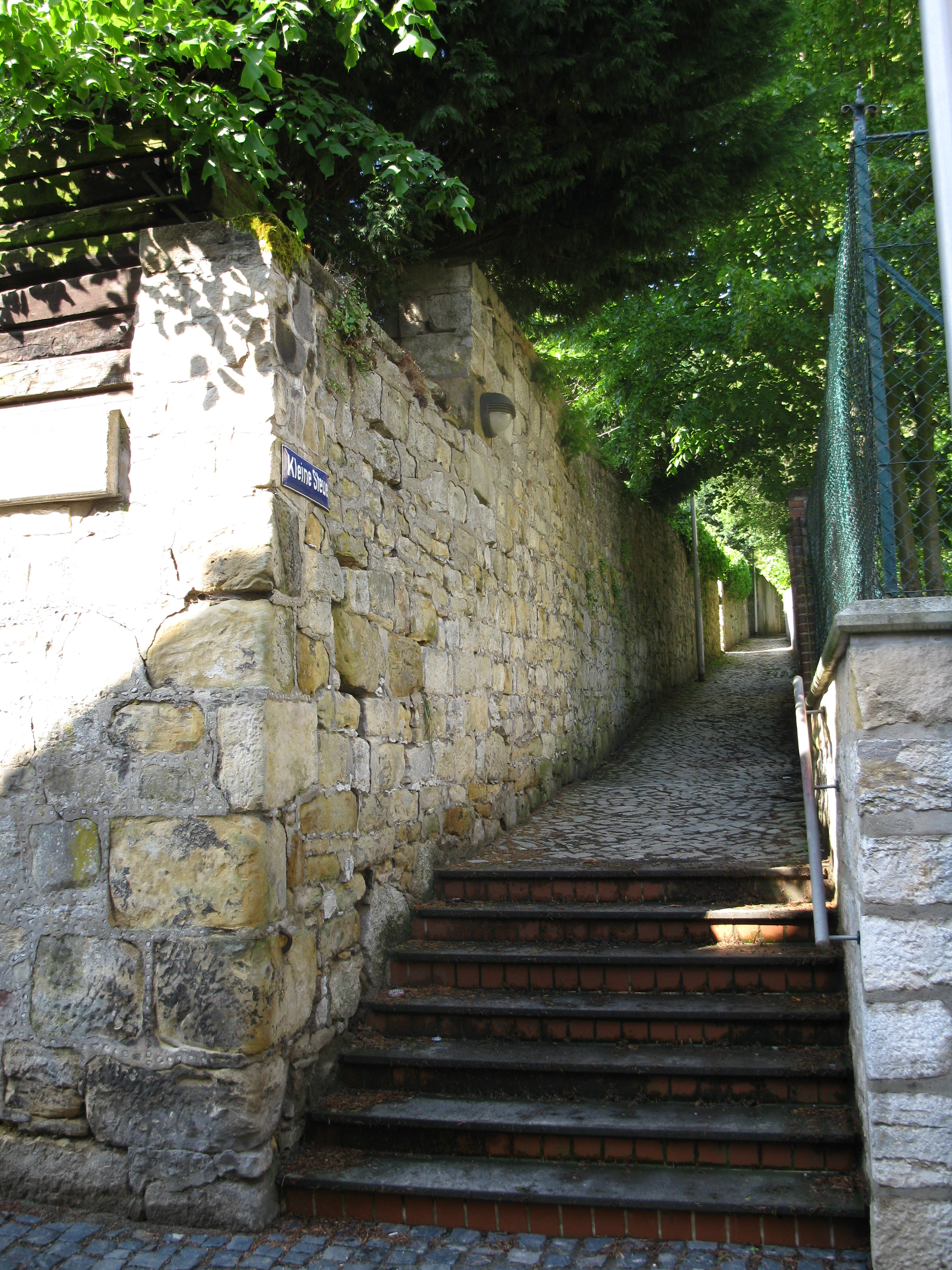
Blick von der Bennostraße in die Kleine Steuer.
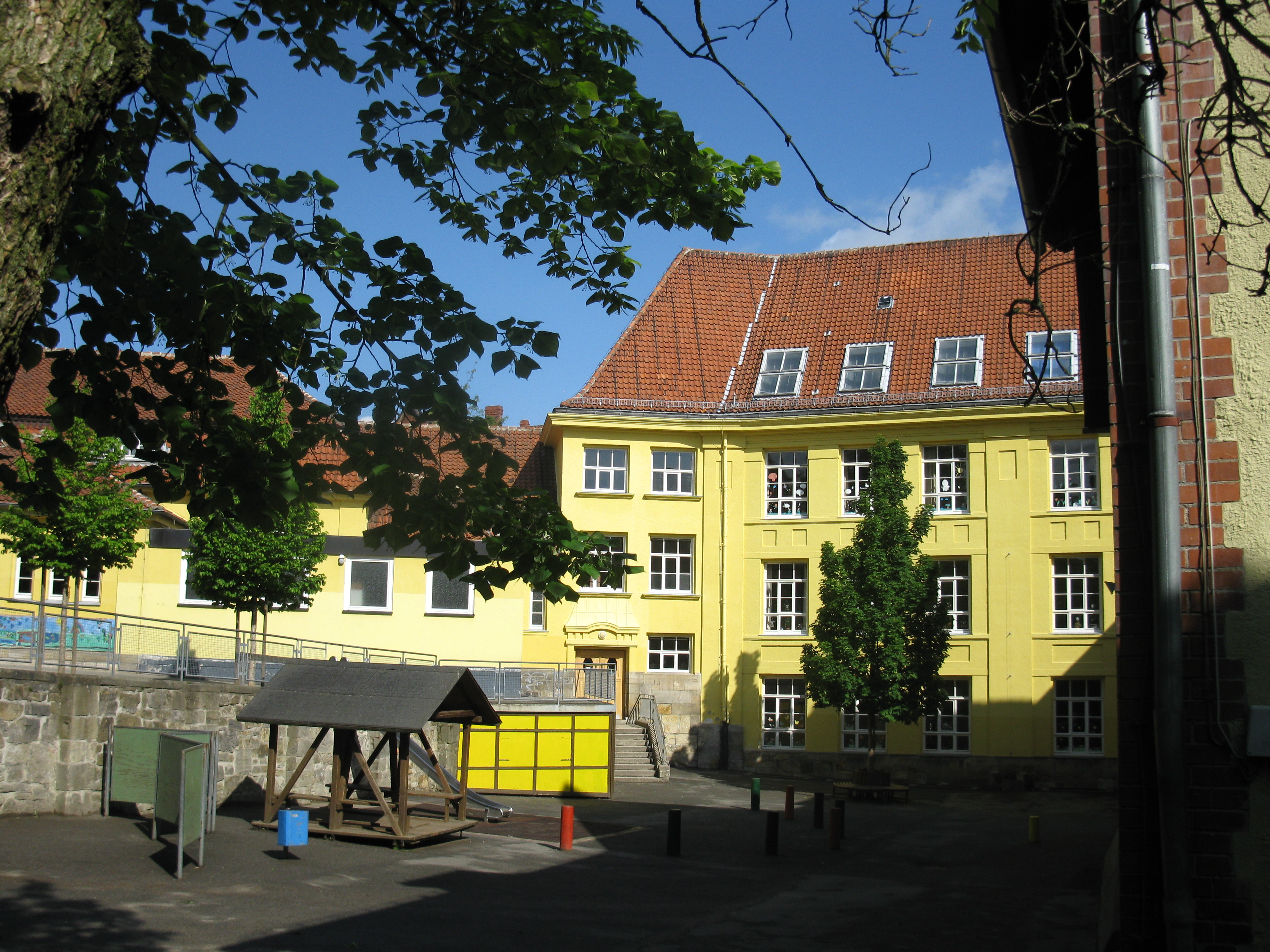
Blick von der Kleinen Steuer zur "Gelben Schule".
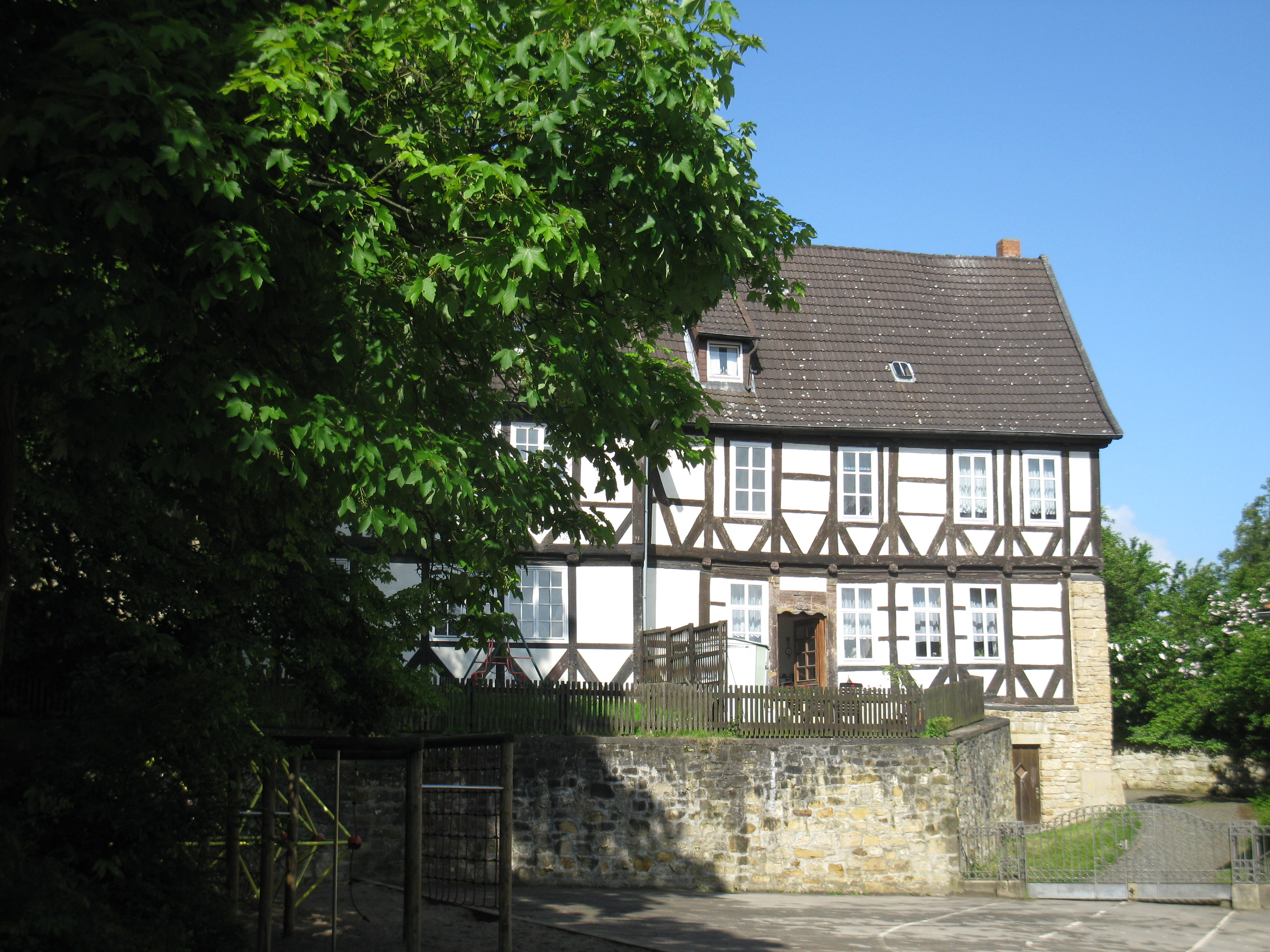
Blick von der Kleinen Steuer zum Kratzbergschen Hof.
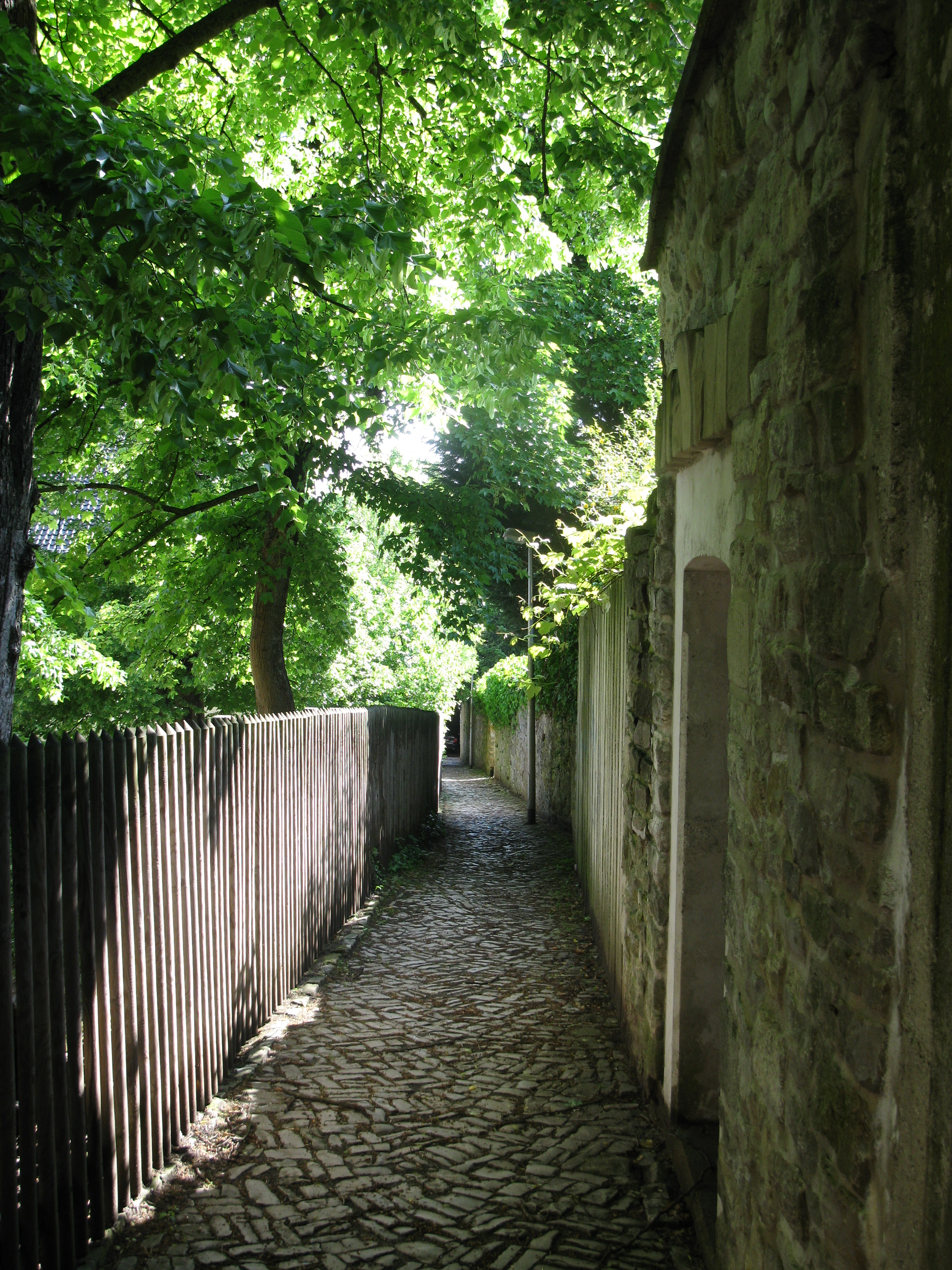
Eine der engsten Straßen Hildesheims: Kleine Steuer.
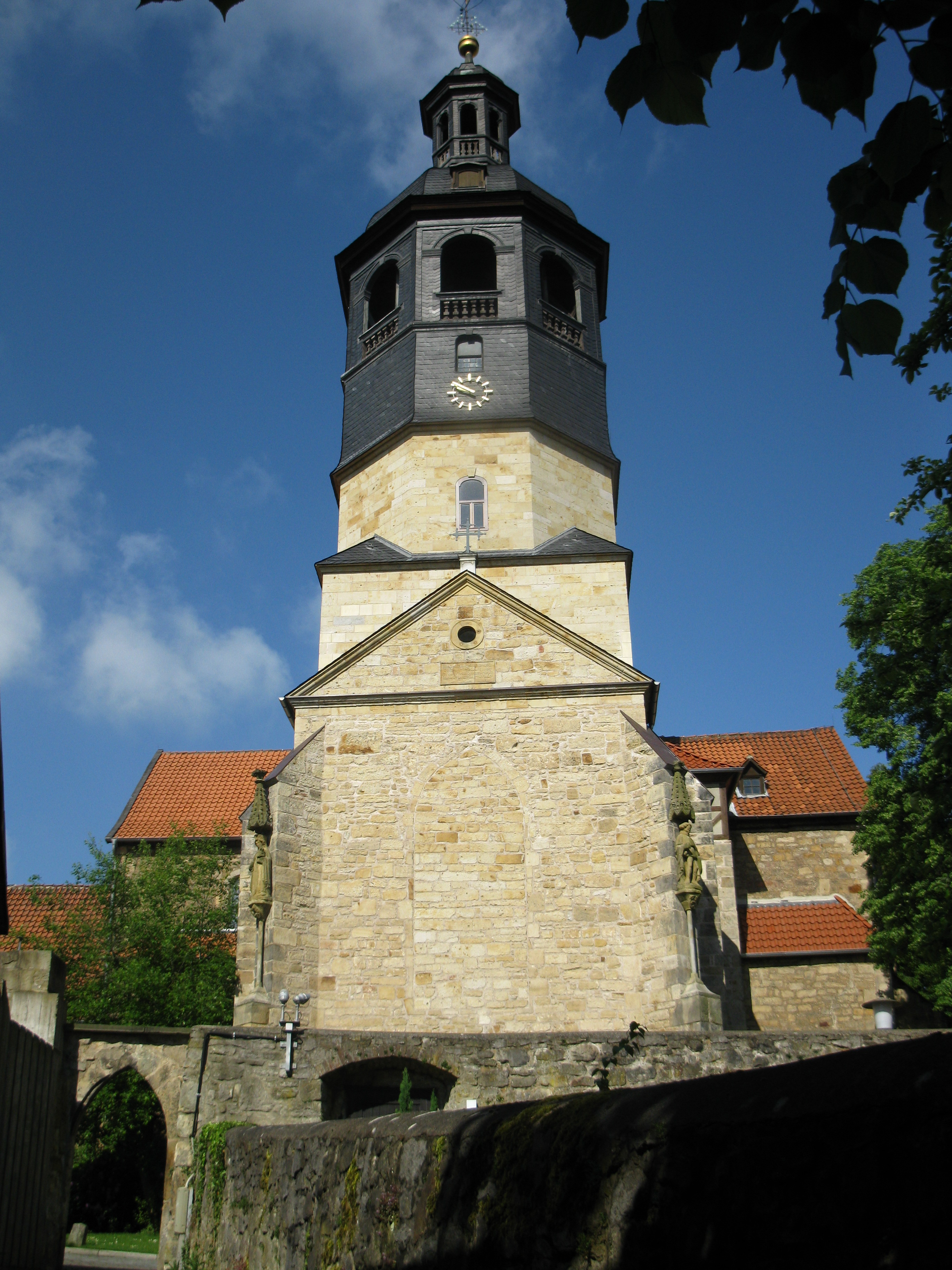
Blick von der Kleinen Steuer zur Mauritiuskirche.
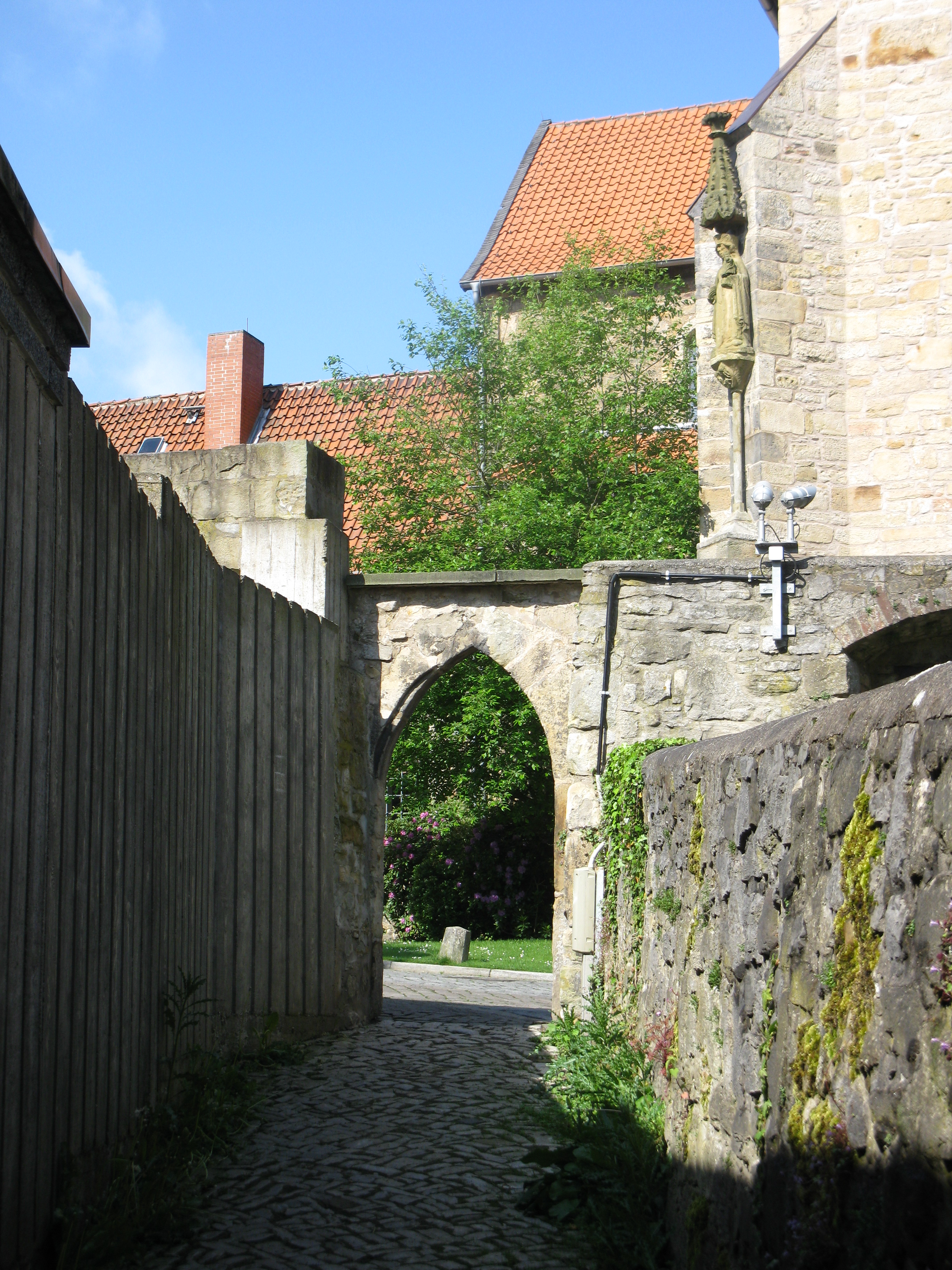
Gotischer Bogen am westlichen Ende der Kleinen Steuer.
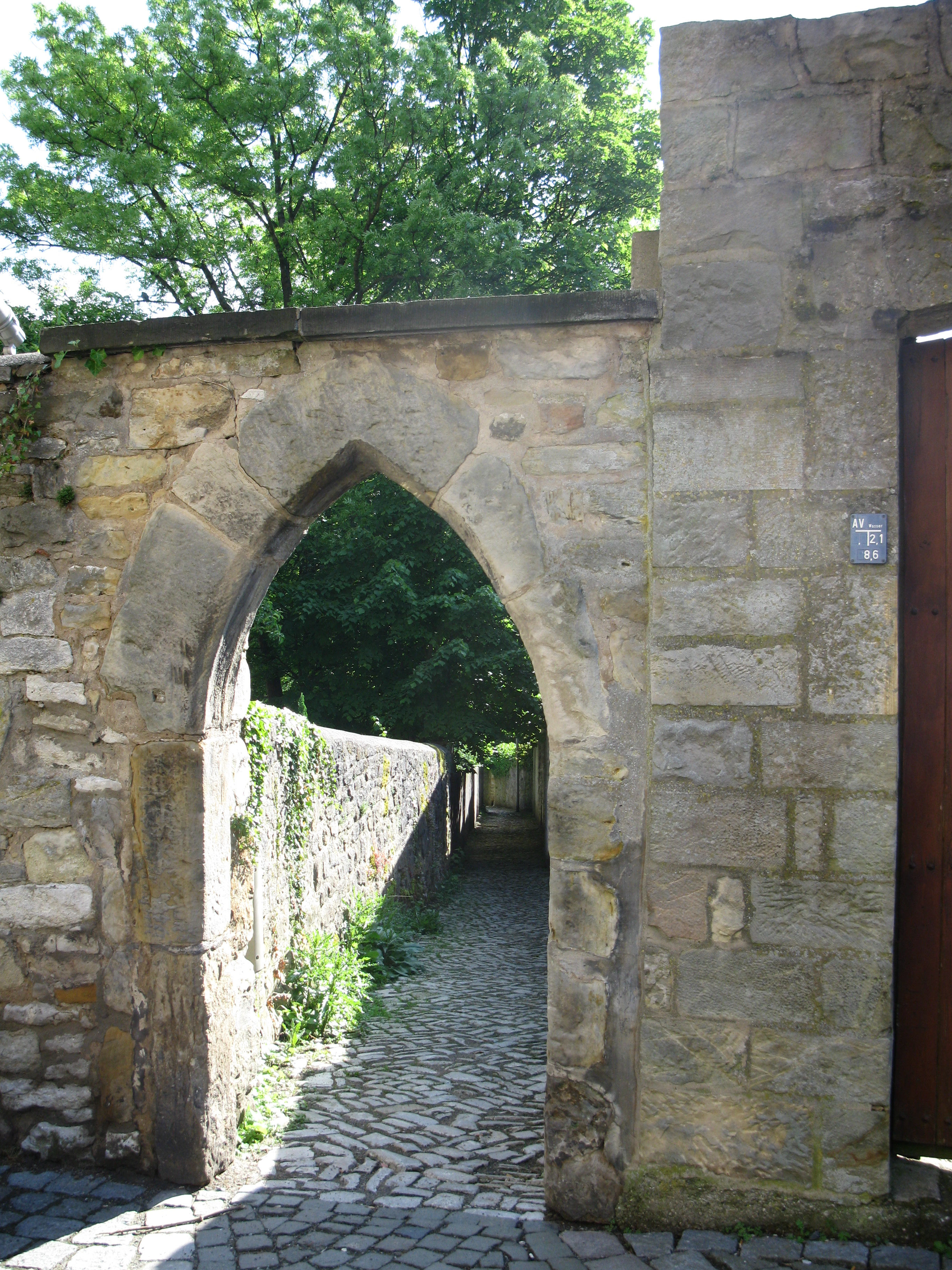
Blick vom Stiftskirchenweg in die Kleine Steuer.